# Синклер, Би
Би Си́нклер (англ. Bea Sinclair) — шотландская кёрлингистка.
В составе женской сборной Шотландии участница и бронзовый призёр чемпионата мира 1980 и чемпионата Европы 1980. Чемпионка Шотландии среди женщин.
Играла на позиции третьего.

## Достижения
- Чемпионат мира по кёрлингу среди женщин: бронза (1980).
- Чемпионат Европы по кёрлингу: бронза (1980).
- Чемпионат Шотландии по кёрлингу среди женщин: золото (1980).

## Команды
| Сезон   | Четвёртый | Третий     | Второй          | Первый         | Турниры            |
| ------- | --------- | ---------- | --------------- | -------------- | ------------------ |
| 1979—80 | Бетти Лоу | Би Синклер | Джейн Сандерсон | Кэрол Хэмилтон | ЧШЖ 1980 · ЧМ 1980 |
| 1980—81 | Бетти Лоу | Би Синклер | Джейн Сандерсон | Кэрол Хэмилтон | ЧЕ 1980            |

(скипы выделены полужирным шрифтом)